# Alpine A211
L'Alpine A211 est la première Alpine à utiliser le moteur V8 de 2 986 cm3.
Elle a participé aux courses suivantes :
- le 15 octobre 1967 aux 1 000 kilomètres de Paris, avec Bianchi-Grandsire, 7e.
- le 23 mars 1968 à Sebring, avec Bianchi-Grandsire, abandon à la 3e heure sur problème de joint de culasse.
- le 25 avril 1968 à Monza, avec de Cortanze-Depailler, 3e.
- le 19 mai 1968 à Nürburgring, avec Depailler-Larrousse, 9e.
- le 26 mai 1968 à Spa, avec Bianchi-Grandsire,  abandon pour moteur noyé.

L'Alpine A220 la remplace en conservant son moteur.